# Miguel San Román Ferrándiz
Miguel San Román Ferrándiz (nascut el 14 de juliol de 1997) és un futbolista valencià que juga com a porter al CD Leganés.

## Carrera de club
San Román va néixer a Benidorm, País Valencià, i es va formar com a juvenil de l'Atlètic de Madrid. Va debutar amb el filial el 20 de novembre de 2016, començant en un empat a casa de Tercera Divisió 1-1 contra el CF Pozuelo de Alarcón.
San Román va esdevenir titular habitual després que marxés Bernabé Barragán, i va renovar el seu contracte fins al 2021 el 27 de març de 2018. El 23 de juliol de 2019 va ser cedit a l'Elx CF de Segona Divisió per a la temporada.
San Román va debutar a l'Elx el 17 de desembre de 2019, començant com a titular en una derrota a la Copa del Rei per 2-0 contra la Gimnástica Segoviana CF. Quatre dies després va debutar a la Lliga, jugant els 90 minuts complets en una victòria per 1-0 contra l'Albacete Balompié, ja que el titular Édgar Badía no estava disponible. En tornar, va ser la tercera opció a l'Atlètic darrere de Jan Oblak i Ivo Grbić, i va debutar amb el primer equip el 6 de gener de 2021 en una derrota per 0-1 fora de casa contra la UE Cornellà, també per a la Copa estatal.
L'11 d'agost de 2021, San Román va signar un contracte de dos anys amb la SD Huesca en el segon nivell. Després de participar només dues vegades (ambdós partits de copa), es va traslladar a l'equip de la mateixa categoria SD Ponferradina el 20 de gener de 2023.
L'11 de juliol de 2023, després del descens de la Ponfe, el San Román va tornar al seu antic equip, l'Elx amb un contracte de dos anys.

## Vida personal
San Román prové d'una família de porters: el seu pare Juan Miguel va jugar al filial de l'Atlètic abans de reprendre la seva carrera a Segona Divisió B, mentre que el seu besoncle, també anomenat Miguel, va ser jugador del primer equip durant la dècada dels seixanta.